# 파라다이스 로스트 마약 카르텔의 왕
《파라다이스 로스트 마약 카르텔의 왕》(영어: Escobar: Paradise Lost)은 2014년 공개된 로맨틱 스릴러 영화이다.

## 출연

### 주연
- 베니시오 델 토로
- 조시 허처슨

### 조연
- 클라우디아 트라이사크
- 브레이디 코벳
- 카를로스 바르뎀
- 아나 지라르도
- 테노치 우에르타
- 프랑크 스파노